# Act V: Hymns with the Devil in Confessional
Act V: Hymns with the Devil in Confessional è il settimo album in studio del gruppo musicale statunitense The Dear Hunter, pubblicato il 9 settembre 2016 dalla Equal Vision Records e dalla Cave & Canary Goods.

## Tracce
Testi di Casey Crescenzo (testi aggiuntivi di Gavin Castleton e Alex Dandino), musiche dei The Dear Hunter.
1. Regress – 1:22
2. The Moon/Awake – 6:09
3. Cascade – 5:11
4. The Most Cursed of Hands/Who Am I – 6:42
5. The Revival – 5:00
6. Melpomene – 4:14
7. Mr. Usher (On His Way to Town) – 4:59
8. The Haves Have Naught – 4:12
9. Light – 4:02
10. Gloria – 5:16
11. The Flame (Is Gone) – 5:40
12. The Fire (Remains) – 5:26
13. The March – 4:12
14. Blood – 4:33
15. A Beginning – 6:19

## Formazione
Gruppo
- Casey Crescenzo – voce, chitarra, chitarra acustica, pianoforte, organo, sintetizzatore, programmazione, percussioni ausiliarie, orchestrazione (eccetto traccia 14)
- Nick Crescenzo – batteria, percussioni
- Rob Parr – chitarra, organo
- Nick Sollecito – basso, contrabbasso, sintetizzatore
- Max Tousseau – chitarra, chitarra acustica

Altri musicisti
- Tivoli Breckenridge – voce aggiuntiva
- Judy Crescenzo – voce aggiuntiva
- Brian Adam McCune – preparazione e montaggio musica parti orchestrali, orchestrazioni aggiuntive (tracce 5, 7 e 13), orchestrazione (traccia 14)
- Phil Crescenzo – banjo (traccia 4)
- Chris Gagnon – sassofono contralto e tenore (tracce 5 e 7)
- Ben Shaw – sassofono baritono (tracce 5 e 7)
- Gavin Castleton – pianoforte (traccia 7), voce (traccia 8), sintetizzatore e programmazione aggiuntive
- Brad Keyla – trombone (traccia 7)
- Manny Mendez – tromba (traccia 7)
- David Möschler – conduzione orchestra
- Awesöme Orchestra
  - Jenny Hanson – flauto (tracce 3, 8, 13 e 14)
  - Arturo Rodriguez – ottavino (tracce 3, 8, 13 e 14)
  - Deborah Yates – flauto (tracce 3, 8, 13 e 14)
  - Ashley Ertz – oboe
  - Sue Crum – oboe (tracce 3, 8, 13 e 14)
  - James Pytko – clarinetto (tracce 3, 8, 13 e 14)
  - Carolyn Walter – clarinetto (tracce 3, 8, 13 e 14)
  - Scott Alexander – fagotto
  - Kris King – controfagotto (tracce 3, 8, 13 e 14)
  - Jon Betts – corno (tracce 3, 8, 13 e 14)
  - Heidi Trefethen – corno
  - Phil Hobson – corno (tracce 3, 8, 13 e 14)
  - Nick Carnes – corno (tracce 3, 8, 13 e 14)
  - Harlow Carpenter – tromba
  - Michael Cox – tromba
  - Justin Smith – trombino (tracce 3, 8, 13 e 14)
  - Allison Gomer – trombone
  - Bruce Colman – trombone
  - Jeremy Carrillo – trombone basso
  - Robinson Love – tuba
  - Lily Sevier – timpani, percussioni
  - Liza Wallace – arpa
  - Ishtar Hernandez – violino (tracce 3, 8, 13 e 14)
  - Laura Shifley – violino (tracce 3, 8, 13 e 14)
  - Ann Eastman – violino
  - Shaina Evoniuk – violino
  - Lucy Giraldo – violino
  - Moses Lei – violino
  - Christopher Liao – violino (tracce 3, 8, 13 e 14)
  - Steve Tjoa – violino (tracce 3, 8, 13 e 14)
  - Christina Owens – viola (tracce 3, 8, 13 e 14)
  - Christina Lesicko – viola
  - Alice Eastman – viola
  - Sam Leachman – violoncello
  - Karen Hsu – violoncello
  - Kane Suga – violoncello
  - Cindy Hickox – violoncello
- Freya Seeburger – violoncello (tracce 3, 8, 13 e 14)
  - Travis Kindred – contrabbasso (tracce 3, 8, 13 e 14)
  - Amanda Wu – contrabbasso
  - Alex Van Gils – contrabbasso

Produzione
- Casey Crescenzo – produzione, ingegneria del suono
- Mike Watts – missaggio
- Mike Kalajian – mastering
- Gavin Castleton – ingegneria del suono aggiuntiva
- Nick Crescenzo – ingegneria del suono aggiuntiva
- Phil Crescenzo – ingegneria del suono aggiuntiva
- Rob Parr – ingegneria del suono aggiuntiva
- Nick Sollecito – ingegneria del suono aggiuntiva
- Max Tousseau – ingegneria del suono aggiuntiva
- Jesse Nichols – ingegneria parti orchestrali
- Jason Butler – assistenza tecnica parti orchestrali
- Brendan Deaper – assistenza tecnica parti orchestrali